# حدائق شاليمار

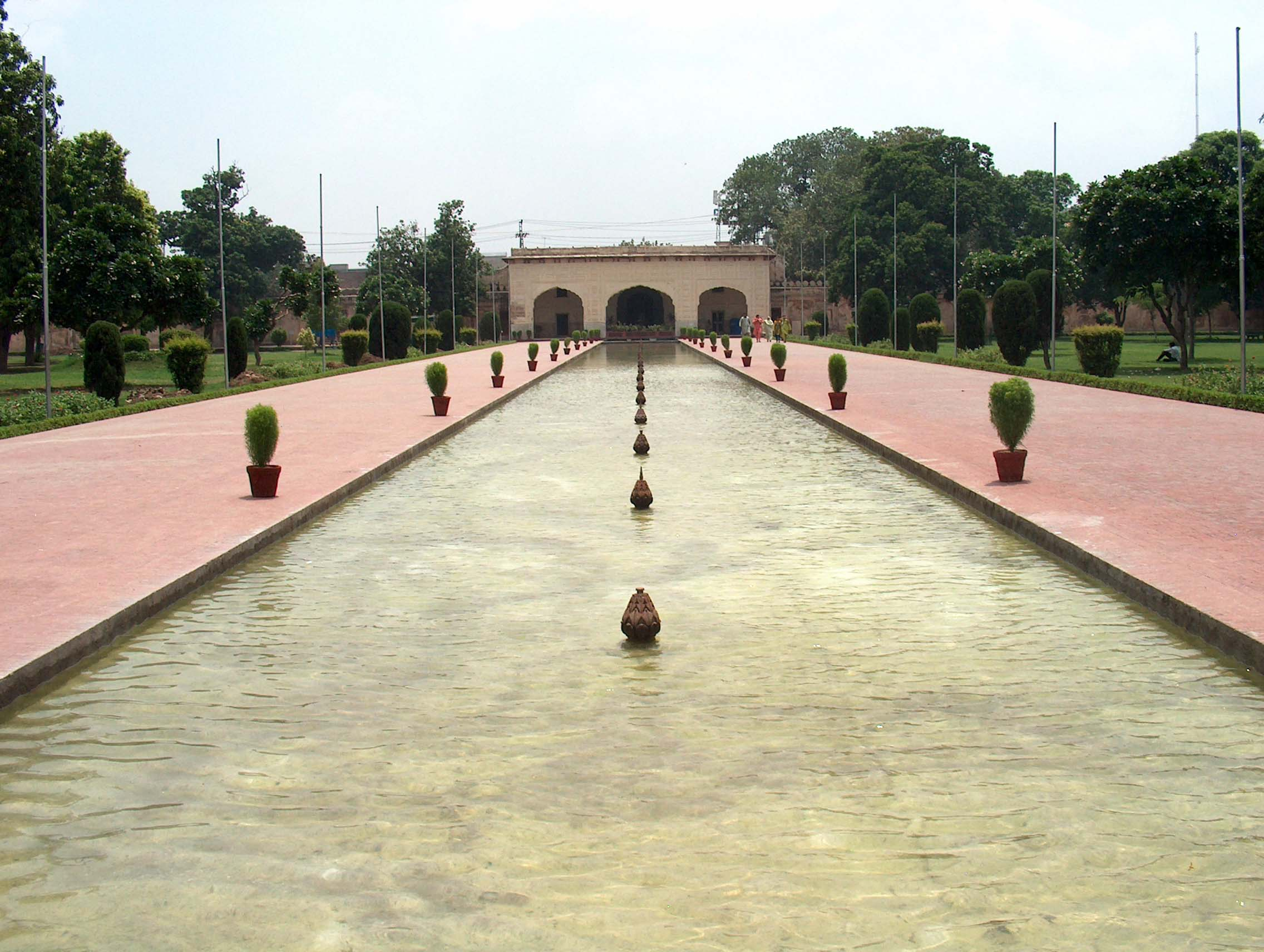
جناح الجدار الجنوبي عند المستوى الأول

حدائق شاليمار (لغة بنجابية، (بالأردية: شالیمار باغ)‏)، هي مجمّع من الحدائق المغولية وتقع في لاهور - باكستان. بدأ ببنائها عام 1641 ميلادي (1051 هجري) واكتمل البناء في العام التالي. نفّذ المشروع بإشراف خليل الله خان وهو أحد النبلاء من بلاط شاه جهان بالتعاون مع على مردان خان والملا علاء الملك التوني. و«شاليمار» تعني «الغموض»، وقد تكون الكلمة من أصول عربية أو فارسية. تقع الحدائق بالقرب من باغبانبورا على طول الطريق الكبير وتبعد حوالي 5 كيلومترات إلى الشمال الشرقي من مدينة لاهور. وقد استلهم تصميم الحدائق من آسيا الوسطى وكشمير والبنجاب وإيران وسلطنة دلهي.

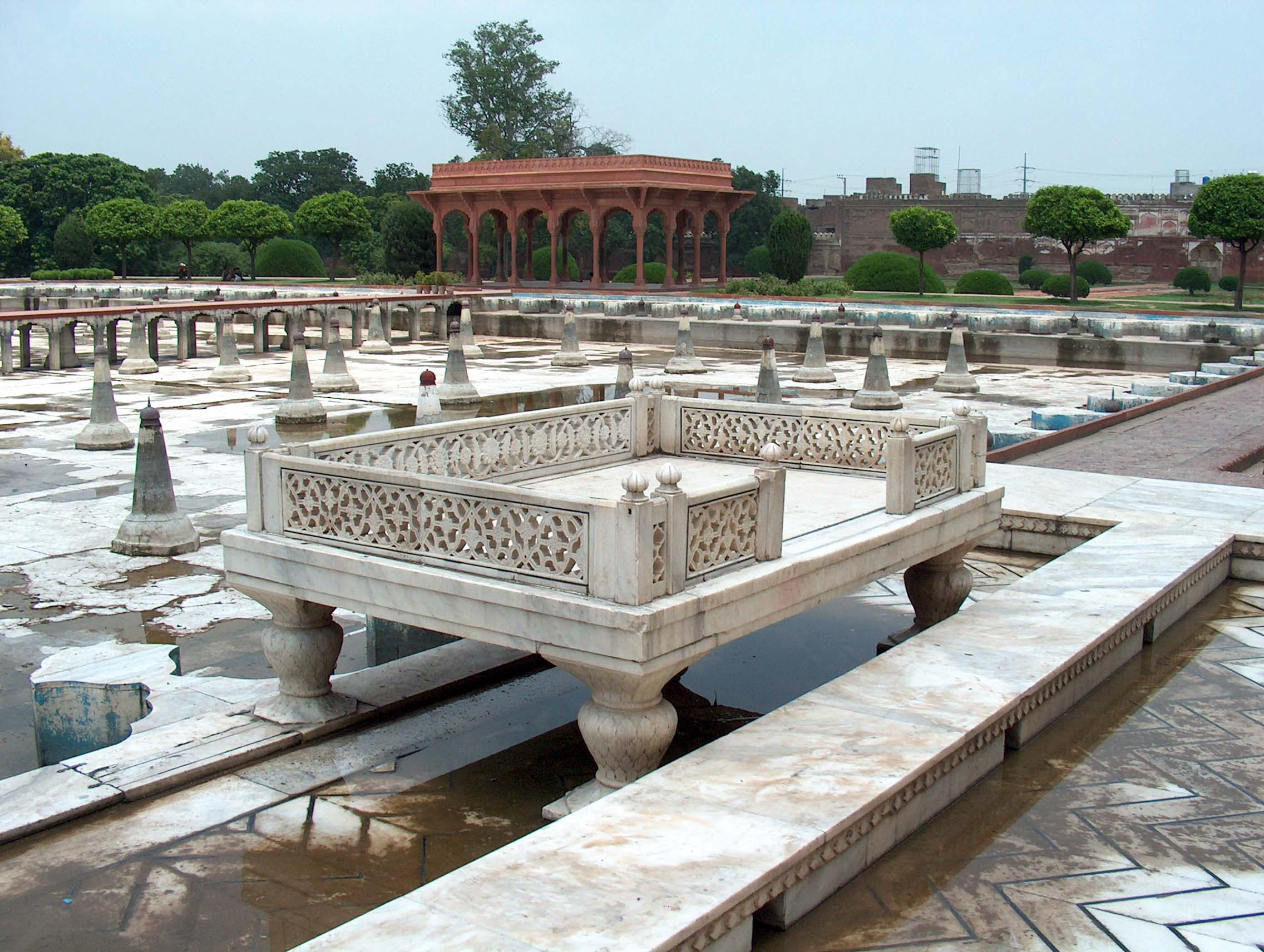
الحدائق من الداخل

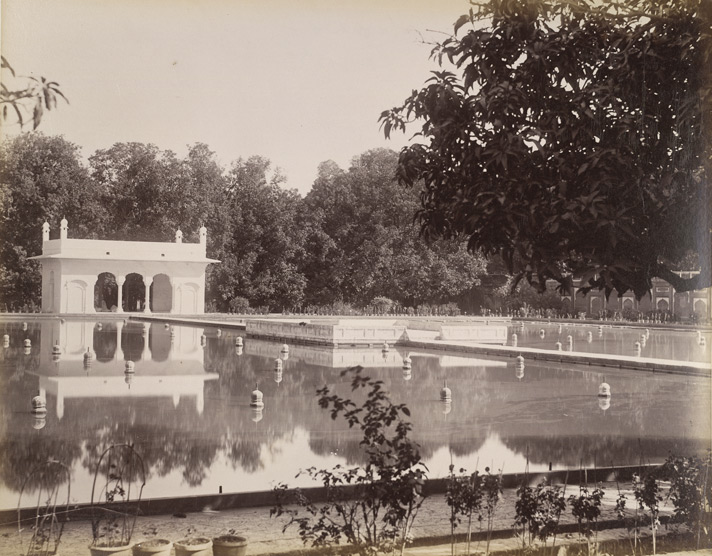
حدائق شاليمار عام 1895

## موقع تراث عالمي
عام 1981، أدرجت الحدائق كموقع تراث عالمي مع حصن لاهور.

### مستويات الحدائق الثلاثة
بنيت الحدائق في 3 مستويات من الجنوب إلى الشمال، فوق بعضها البعض. يتراوح علو كل مستوى من 4-5 أمتار. وسميت هذه المستويات بالأسماء التالية:

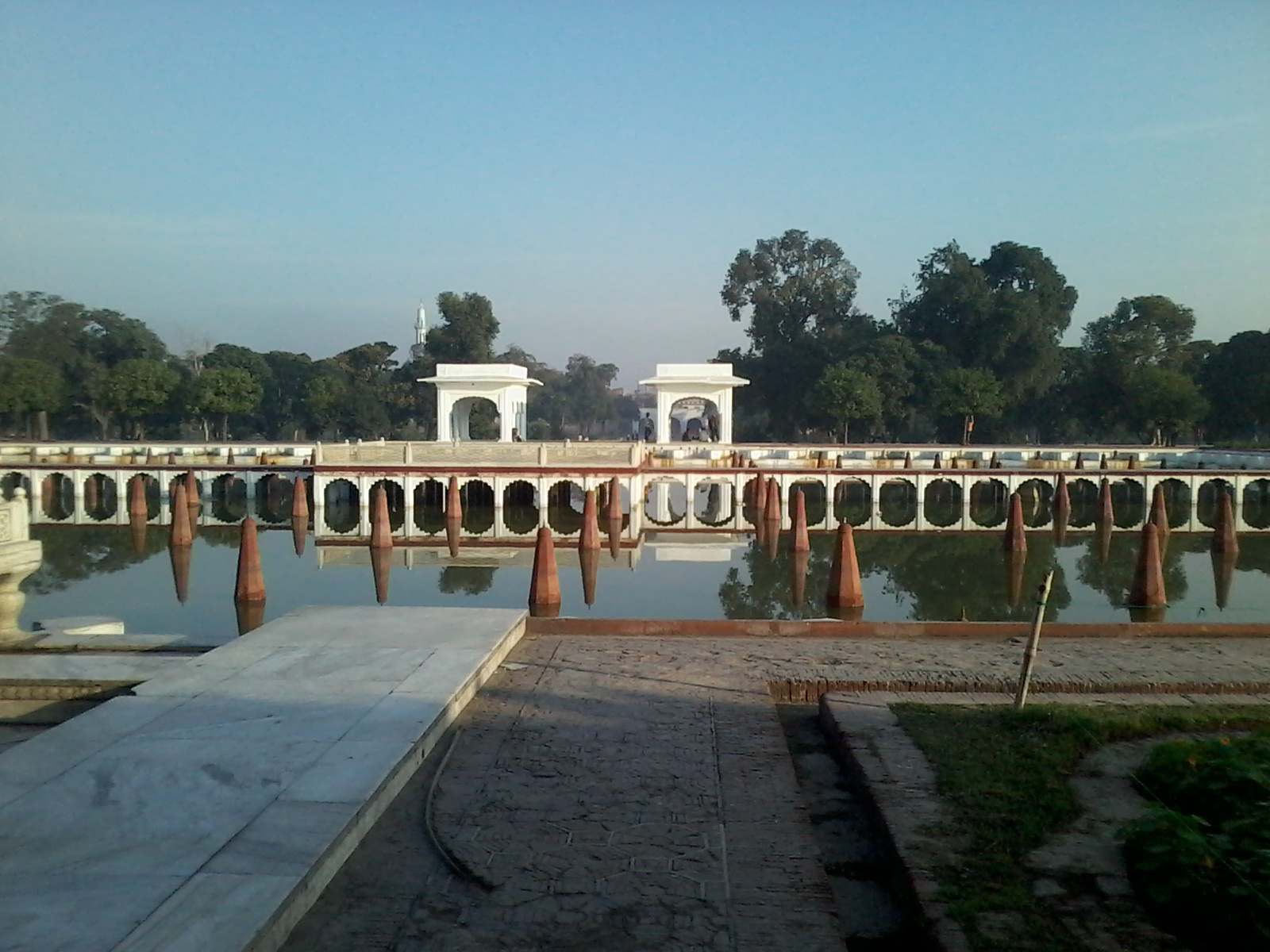
تراس المستوى المتوسط

- تراس المستوى العلوي ويسمى «فرح بخش» ومعناه «مغدق السعادة»
- تراس المستوى المتوسط ويسمى «فايز بخش» ومعناه «مغدق الخير».
- تراس المستوى السفلى يسمى «حياة بخش» ومعناه «مغدق الحياة».

### النوافير
ثمة 410 نافورة تستمد ماءها من القناة والحوض وتصب في برك واسعة من الرخام. وهي إحدى إبداعات المهندسين المغول، إذ يحار العلماء حتى يومنا هذا في النظام المائي المستخدم فيها، حيث يشمل على نظام تبريد للمنطقة المحيطة ما يخفف من حرارة الصيف بالنسبة للسياح.
تتوزع النوافير كما يلي:
- التراس العلوي ويتضمن 105 نوافير
- التراس المتوسط ويتضمن 152 نوافير
- التراس السفلي ويتضمن 153 نافورة

يبلغ العدد الإجمالي للنوافير 410 نافورة.

### أشجار الحدائق
من الأشجار المزروعة في هذه الحدائق:
| - اللوز - التفاح - المشمش - الكرز - Gokcha - المانغا - التوت | - الدراق - الخوخ - الحور - السفرجل - السرو - شجيرات - البرتقال |
|                                                              |                                                                |

## صور

صور حدائق شاليمار
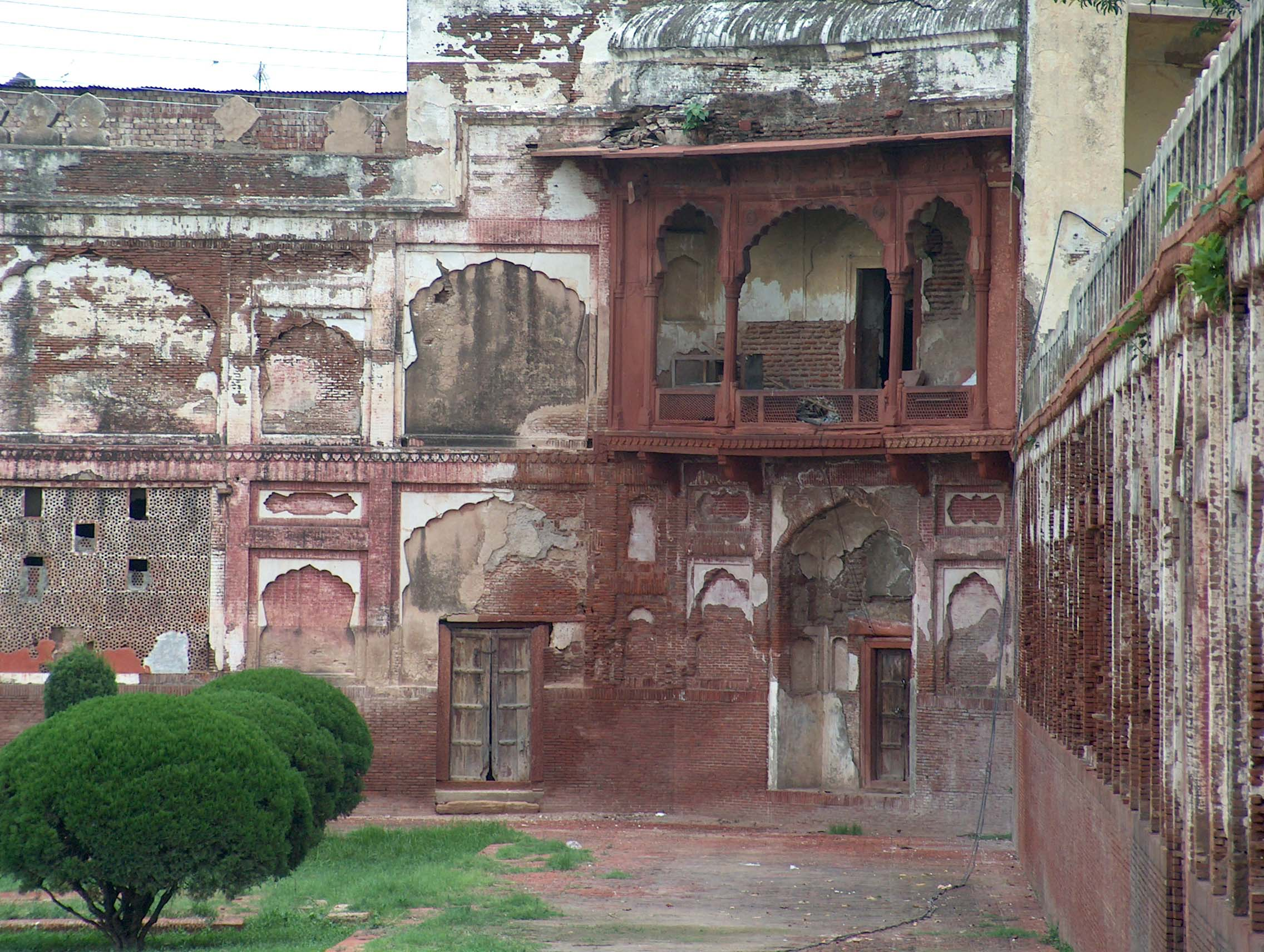
East wall corner of the second level terrace
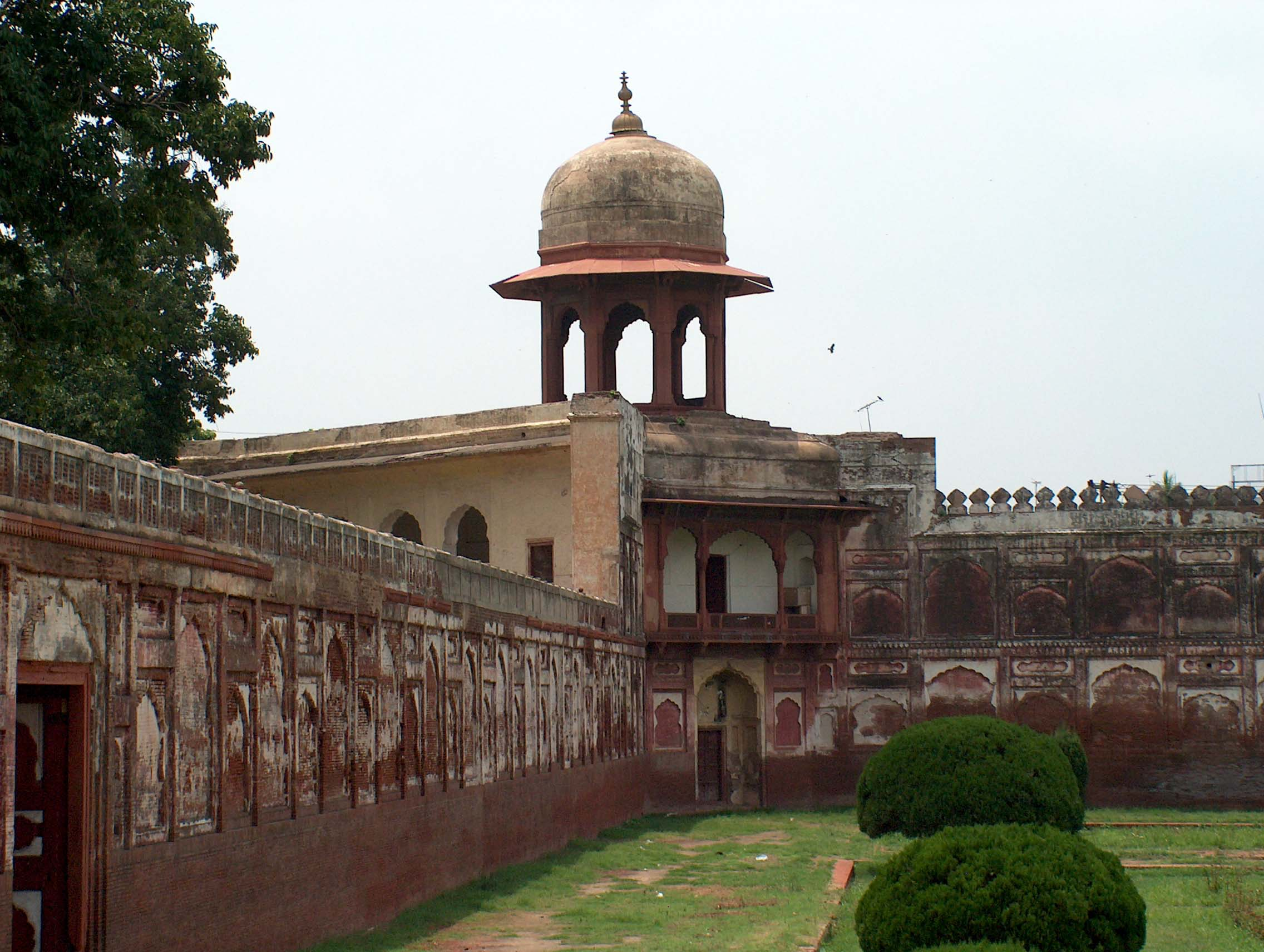
Minaret on the west wall corner of the second level terrace
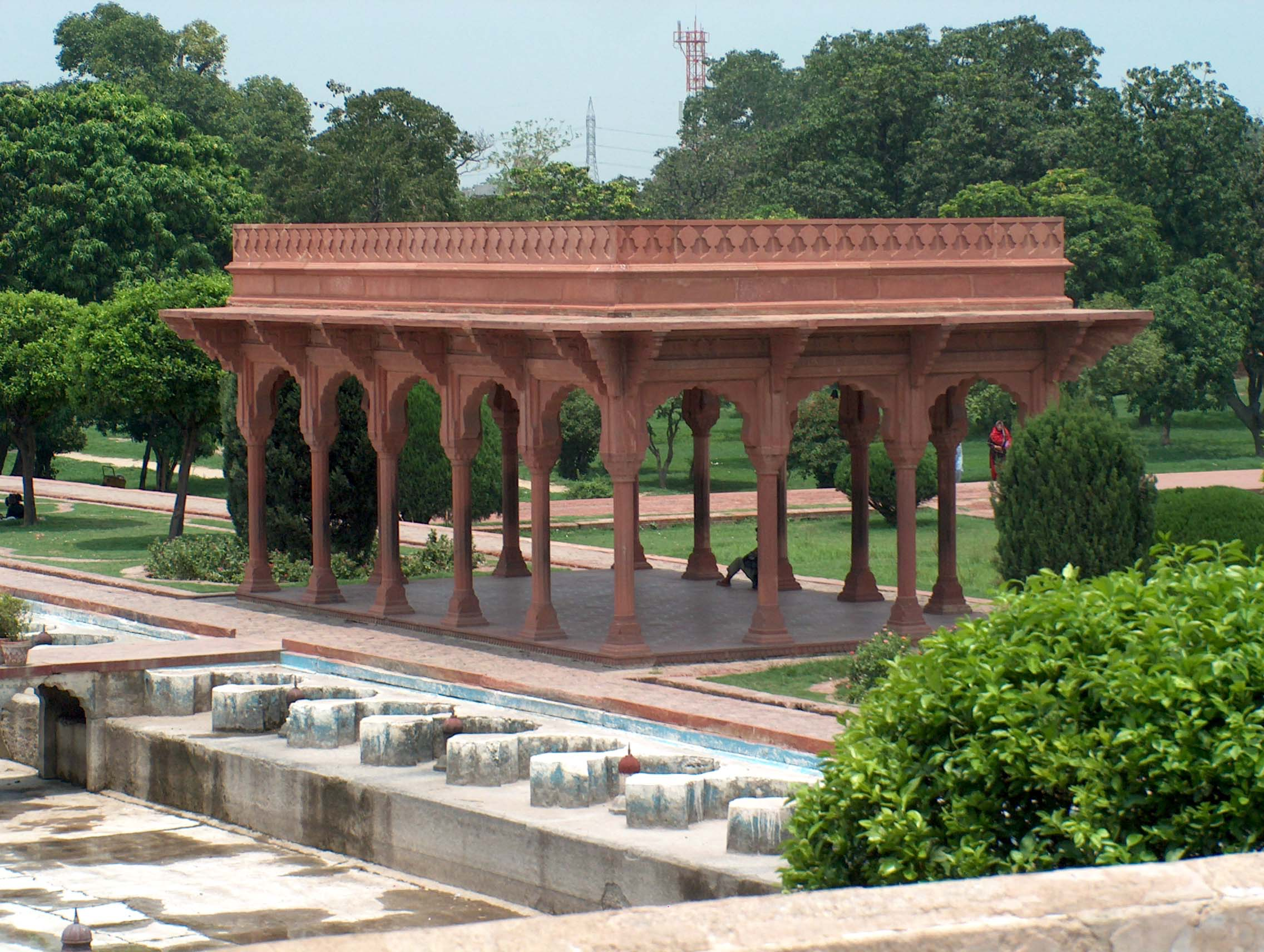
A Mughal style structure inside the gardens

## وصلات خارجية
- موقع اليونسكو للتراث العالمي
- The Herbert Offen Research Collection of the Phillips Library at the Peabody Essex Museum
- Sattar Sikander, The Shalamar: A Typical Muslim Garden, Islamic Environmental Design Research Centre نسخة محفوظة 14 فبراير 2006 على موقع واي باك مشين.
- Chapter on Mughal Gardens from Dunbarton Oaks discusses the Shalimar Gardens
- Irrigating the Shalimar Gardens in addition to canal named Shah Nahar Youtube link in Urdu